# Овраги (Лужский район)
Овраги — деревня в Серебрянском сельском поселении Лужского района Ленинградской области.

## История
Впервые упоминается в писцовых книгах Шелонской пятины 1498 года, как деревня Врагово на озере Врагском в Дремяцком погосте Новгородского уезда.
Деревня Враги обозначена на карте Санкт-Петербургской губернии 1792 года, А. М. Вильбрехта.
Деревня Враги близ озера Врагского, упоминается на карте Санкт-Петербургской губернии Ф. Ф. Шуберта 1834 года.

ВРАГИ — деревня, принадлежит: коллежскому асессору Арсению Карамышеву, число жителей по ревизии: 9 м. п., 10 ж. п.

статскому советнику Николаю Какурину, число жителей по ревизии: 12 м. п., 14 ж. п.

гвардии капитану Алексею Скобельцыну, число жителей по ревизии: 7 м. п., 8 ж. п. (1838 год)

Деревня Враги отмечена на карте профессора С. С. Куторги 1852 года.

ВРАГИ — деревня господ Карамышева, Солодовникова и Скобельцина, по просёлочной дороге, число дворов — 12, число душ — 56 м. п. (1856 год)

ВРАГИ — деревня владельческая при озере безымянном, число дворов — 6, число жителей: 17 м. п., 15 ж. п. (1862 год)

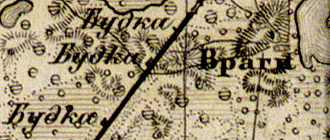
Деревня Овраги на карте 1863 года

Согласно карте из «Исторического атласа Санкт-Петербургской Губернии» 1863 года деревня называлась Враги. На противоположном, восточном берегу Вражского озера находилась, ныне несуществующая деревня Нижнее Ильжо.
Согласно материалам по статистике народного хозяйства Лужского уезда 1891 года, усадьба Враги площадью 190 десятин принадлежала наследникам дворянки О. С. Иваницкой, усадьба была приобретена в 1879 году за 2000 рублей. Кроме того, пустошь Враги площадью 18 десятин принадлежала лифляндскому уроженцу И. Июбу, ещё четыре пустоши Враги площадью 30, 14, 20 и 18 десятин соответственно, принадлежали остзейским уроженцам Ю. Кринсу, К. Луту, Г. Меттусту и М. Неку, все они были приобретены в 1884 году. Кроме того, одно из имений при селении Враги площадью 262 десятины принадлежало дворянину И. А. Карамышеву, имение было приобретено до 1868 года, второе имение, площадью 264 десятины, принадлежало купцу И. Д. Кирпичникову, имение было приобретено частями в 1877 и 1879 годах.
В XIX веке деревня административно относилась ко 2-му стану Лужского уезда Санкт-Петербургской губернии, в начале XX века — к Городецкой волости 5-го земского участка 4-го стана.
По данным «Памятной книжки Санкт-Петербургской губернии» за 1905 год деревня Враги входила в Ильженское сельское общество.
В 1917 году деревня Враги входила в состав Городецкой волости Лужского уезда.
С 1918 года, в составе Ильженского сельсовета Смердовской волости.
С 1923 года, в составе Кологородской волости.
С февраля 1927 года, в составе Лужской волости, с августа 1927 года — Лужского района.
С 1928 года, в составе Смердовского сельсовета.
По данным 1933 года деревня Враги входила в состав Смердовского сельсовета Лужского района.
В 1940 году население деревни Серебрянка составляло 109 человек.
C 1 августа 1941 года по 28 февраля 1944 года деревня находилась в оккупации.
В 1956 году население деревни Враги составляло 33 человека.
По данным 1966 года деревня называлась Овраги и также входила в состав Смердовского сельсовета.
По данным 1973 и 1990 годов деревня Овраги входила в состав Серебрянского сельсовета.
По данным 1997 года в деревне Овраги Серебрянской волости проживали 2 человека, в 2002 году — также 2 человека (все русские).
В 2007 году в деревне Овраги Серебрянского СП также проживали 2 человека.

## География
Деревня расположена в южной части района к югу от автодороги 41К-146 (Городок — Серебрянский).
Расстояние до административного центра поселения — 13 км.
Деревня находится к востоку от железнодорожной линии Луга — Псков. Расстояние до железнодорожной станции Луга — 18 км.
Деревня находится на западном берегу Вражского озера.

## Демография
| 1838 | 1862 | 1940 | 1956 | 1997 | 2007 | 2010 |
| ---- | ---- | ---- | ---- | ---- | ---- | ---- |
| 60   | ↘32  | ↗109 | ↘33  | ↘2   | →2   | →2   |
| 2017 |      |      |      |      |      |      |
| ↘1   |      |      |      |      |      |      |

## Улицы
Дубовая, Зелёная.